# 900 a.C.
Il 900 a.C. (CM a.C. in numeri romani) è un anno  del IX secolo a.C.

## Eventi
- I celti iniziano ad introdursi in Britannia e in Francia (dove verranno chiamati anche Galli).
- Baasha è re di Israele.
- Fondazione della città di Sparta.
- Nell'arte greca inizia a svilupparsi lo stile geometrico.
- I moabiti instaurano un loro regno indipendente nella regione del Moab, ponendo come capitale Qir-Moab (l'attuale Al-Karak in Giordania).

## Morti
- Zhou Gong, sovrano cinese